# オキサロ酢酸
オキサロ酢酸（オキサロさくさん、Oxaloacetic acid）は、ジカルボン酸の一種。IUPAC命名法では2-オキソブタン二酸 (2-oxobutanedioic acid) になる。旧名オキサル酢酸。

## 生化学

### クエン酸回路
オキサロ酢酸は、クエン酸回路およびグリオキシル酸回路を構成する物質のひとつで、リンゴ酸がリンゴ酸デヒドロゲナーゼによって酸化されて生成する。オキサロ酢酸は、クエン酸シンターゼによってアセチルCoAと反応してクエン酸となる。

### 糖新生
オキサロ酢酸は、ホスホエノールピルビン酸を経由して糖新生にも利用される。
ピルビン酸は最初にミトコンドリアでピルビン酸カルボキシラーゼによってオキサロ酢酸に変換される。その間ATPが1分子加水分解される。そのときオキサロ酢酸は、ホスホエノールピルビン酸カルボキシキナーゼによって脱炭酸とリン酸化反応が同時に触媒され、細胞質にホスホエノールピルビン酸が生成する。ホスホエノールピルビン酸は、オキサロ酢酸の脱炭酸によって生じ、1分子のGTPを加水分解し、この反応はホスホエノールピルビン酸カルボキシキナーゼによって触媒され、糖新生の律速段階となる。
オキサロ酢酸はそのままではミトコンドリアの内膜を通過できないので、ミトコンドリアから細胞質へのホスホエノールピルビン酸の輸送は、リンゴ酸/ホスホエノールピルビン酸シャトルによって調停される。
- （ミトコンドリア内）
段階1：ピルビン酸＋HCO−
3＋ATP → オキサロ酢酸＋ADP＋Pi
ピルビン酸カルボキシラーゼにより進む。
段階2：オキサロ酢酸+NADH＋H+ ←→ L-リンゴ酸＋NAD
リンゴ酸デヒドロゲナーゼにより進む。
- （ミトコンドリア外の細胞質）
段階3：L-リンゴ酸＋NAD ←→ オキサロ酢酸＋NADH＋H+
この反応もリンゴ酸デヒドロゲナーゼにより進む。
段階4：オキサロ酢酸＋GTP → ホスホエノールピルビン酸＋GDP＋CO2
ホスホエノールピルビン酸カルボキシキナーゼ (phosphoenolpyruvate carboxykinase) により進む。

### リンゴ酸-アスパラギン酸シャトル

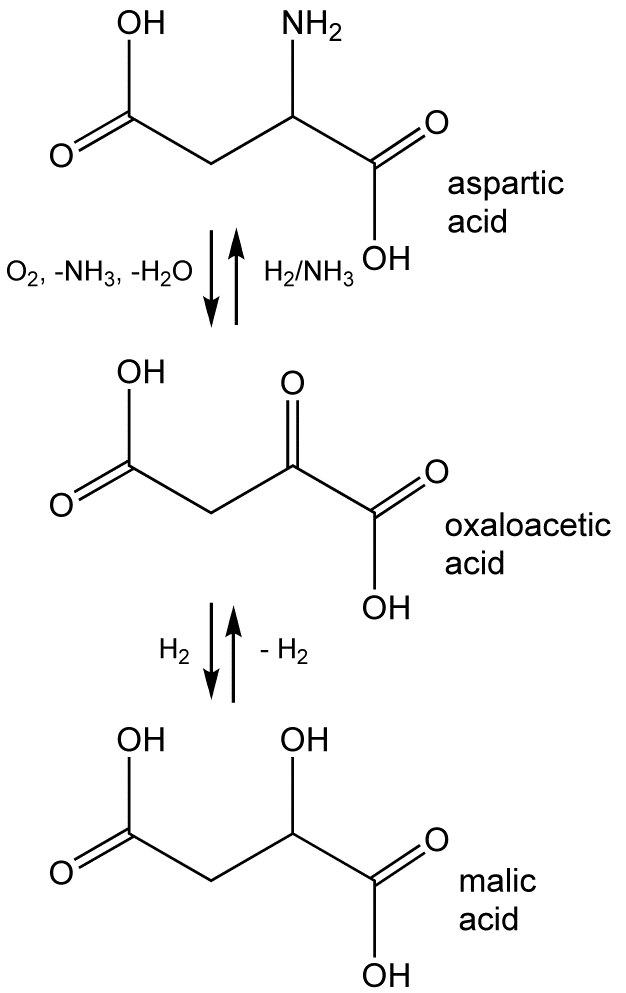
アスパラギン酸(aspartic acid)、リンゴ酸(malic acid)との関係

リンゴ酸-アスパラギン酸シャトルにおいて、アスパラギン酸アミノトランスフェラーゼによってグルタミン酸と反応することによってα-ケトグルタル酸とアスパラギン酸となる。

### その他の生化学反応
オキサロ酢酸は、常温では不安定で、脱炭酸化が起きてピルビン酸となる。

## 抗老化
線虫にオキサロ酢酸を摂取させると2mMolでは効果がなかったが8mMolで平均25%ほど寿命が伸びることがわかった。